# Resolució 333 del Consell de Seguretat de les Nacions Unides
La Resolució 333 del Consell de Seguretat de les Nacions Unides, aprovada el 22 de maig de 1973 després de reiterar les declaracions prèvies i admetre que les mesures prèvies encara no havien aconseguit la fi del "règim il·legal de Rhodèsia" el Consell va condemnar a Sud-àfrica i Portugal per no cooperar amb l'aplicació de les sancions i va demanar que es prenguin mesures urgents per aplicar-les. El Consell va demanar llavors que els estats amb legislació que permetin la importació de la República de Rhodèsia ho revoquin immediatament i va demanar als estats que promulguin i apliquin la legislació contra qualsevol persona que intenti evadir-se de cometre una infracció amb sancions per:
(a) Importació i mercaderies de la República de Rhodèsia;
(b) Exportació de qualsevol mercaderia a Rhodèsia del Sud;
(c) Proporcionar qualsevol instal·lació per al transport de mercaderies des de i cap a Rhodèsia del Sud;
(d) Facilitar qualsevol transacció o comerç que es pugui fer a Rhodfèsia del Sud;
(e) Continuar tractant amb clients a Sud-àfrica, Angola, Moçambic, Guinea (Bissau) i Namíbia després de conèixer-se que els clients reexporten productes o components d'aquests a Rhodèsia del Sud, o que els béns rebuts d'aquests clients són d'origen rhodesià.
La resolució continua demanant que els estats requereixin rebuts molt específics per als béns lliurats a qualsevol de les nacions que figuren a la subclàusula i per assegurar-se que no es revendran a Rhodèsia i demana als estats que prohibeixin a les seves companyies asseguradores garantir qualsevol cosa vinculada a Rhodèsia.
La resolució 333 va ser aprovada per 12 vots contra cap; França, el Regne Unit i els Estats Units es van abstenir.